# Estrela Velha
Estrela Velha este un oraș în Rio Grande do Sul (RS), Brazilia.